# Ленино-Ульяновская
Ленино-Ульяновская — деревня в Вельском районе Архангельской области. Входит в состав Усть-Вельского сельского поселения.

## География
Деревня расположена в южной части области на расстоянии примерно в 5 километрах по прямой к западу от районного центра Вельска.
Часовой пояс
Деревня Ленино-Ульяновская как и вся Архангельская область, находится в часовой зоне МСК (московское время). Смещение применяемого времени относительно UTC составляет +3:00.

## Население
| 2002 | 2010 | 2012 | 2014 |
| ---- | ---- | ---- | ---- |
| 67   | ↘64  | ↘63  | ↗73  |

Национальный состав
Согласно результатам переписи 2002 года, в национальной структуре населения русские составляли 97 % из 63 чел..